# Worship music

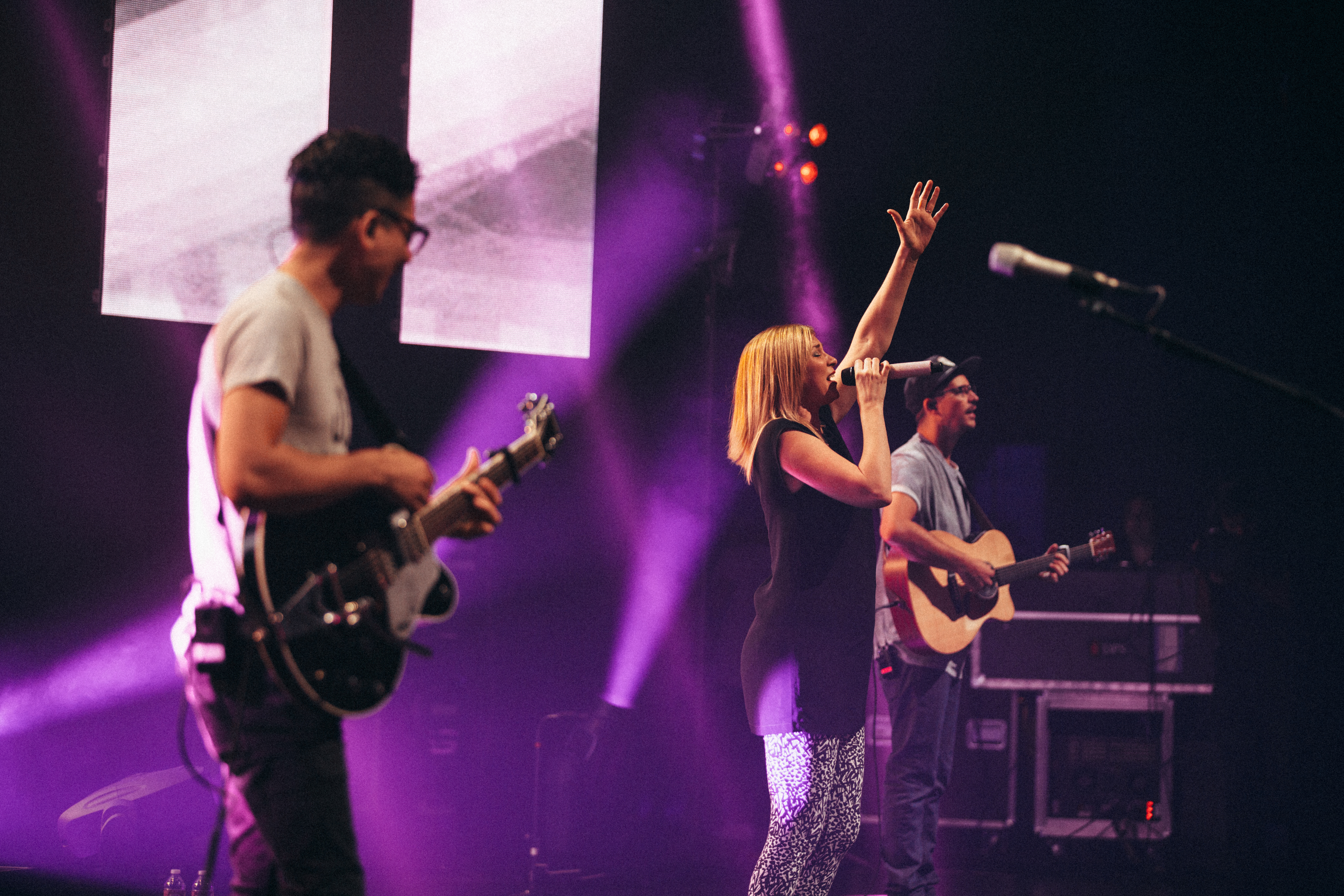
Živé vystoupení Jesus Culture 2014

Worship music, česky zvaná také chvály nebo chválicí hudba, je populární hudební styl křesťanské hudby.

## Charakteristika
Využívá prvky popové hudby. Základem jsou většinou strunné nástroje, zejména akustické a elektrické kytary, dále například bicí.

## Historie
Tento hudební styl bývá většinou spojován (avšak nikoli výlučně) s charismatickým a letničním hnutím v církvi od II. poloviny 20. století. První známou worship kapelou byli The Joystrings, kteří dokonce organizovali i televizní vystoupení. Počínající worship styl pracoval se zhudebněním žalmů ve stylu rocku a beatu.
Prvním známým zpěvníkem chval byla publikace 'Youth Praise', vydaná roku 1966.

### Hudební skupiny světové, české a slovenské
Mezi současné worship skupiny patří Hillsong United, Mozaika Worship z Hradce Králové, slovenská skupina Tretí deň, Espé, Lamačské chvály, čeští Profesionálové Žďár nad Sázavou, Adonai z Českého Těšína, ICF Worship a mnoho dalších.
Každý rok probíhá ve Vsetíně festival United.

## Teologie
Worship music či chvály díky svému původu v charismatickém a letničním hnutí kladou důraz na Ducha Svatého a osobní zkušenost s Bohem. Písně nezřídka reflektují zkušenost obrácení. S tím souvisejí i témata jako život a smrt, posvěcení, osobní vztah s Bohem atd.